# ミハウ・イェジー・ポニャトフスキ
ミハウ・イェジー・ポニャトフスキ（ポーランド語:Michał Jerzy Poniatowskiミーハウ・イェージ・ポニャトーフスキ、1736年10月10日 - 1794年8月12日）は、ポーランドの貴族（シュラフタ）。ポニャトフスキ家出身で、1773年からプウォツク司教、1784年からグニェズノ大司教及びポーランド首座大司教を務めた。

## 概要
1736年、ポーランドのグダニスクで生まれた。父はスタニスワフ・ポニャトフスキで、ポーランド最後の国王スタニスワフ・アウグスト・ポニャトフスキは兄にあたる。ポーランド国民教育委員会の議長として、卓越した働きをした。1764年11月25日、ポーランド王国白鷲勲爵士を授与。1794年、ワルシャワで死去した。